# Gens sans aveu
Sous l'Ancien Régime en France, un "sans aveu" est une personne sans attache sociale ni protection légale, le plus souvent un vagabond, un mendiant ou une personne n'ayant pas de domicile. 
Depuis un édit de décembre 1666, le gouvernement monarchique considère comme « vagabonds, et gens sans aveu, ceux qui n’[ont] aucune profession ni métier, ni aucuns biens pour subsister ; ce qui ne [peuvent] faire certifier de leurs bonnes vies et mœurs par personnes de probité, connues et dignes de foi, et qui soient de condition honnête ».

## Statut social
Ces individus n'avaient pas de statut social reconnu, ni de liens avec une communauté ou un seigneur qui pourrait répondre d'eux. Ainsi, leur statut juridique était précaire, souvent assimilé à celui des serfs ou des aubains (étrangers). Ils n'avaient généralement pas le droit de tester ou d'hériter à la différence des aubains, et leurs biens pouvaient revenir à la Couronne à leur décès (droit d'aubaine). Ils étaient soumis à diverses restrictions de déplacement et d'activité, nécessitant souvent des autorisations pour s'installer ou travailler.
Ils étaient considérés comme suspects et potentiellement dangereux par les autorités : la mendicité était un délit et était une affaire de police. Ils faisaient l'objet de mesures de contrôle et de répression, comme l'enfermement dans des dépôts de mendicité créés à partir de 1764 ou la déportation.